# Henny Skjønberg
Henny Skjønberg (Stavanger, 6 agosto 1886 – Oslo, 5 gennaio 1973) è stata un'attrice norvegese.

## Biografia
Nome alla nascita: Hennike: nata da Henrik Eide (1831–1907), battelliere, e Ingeborg Sofie Bucher (1846–1929).
Negli anni del ginnasio, a Kongsgård, ha avuto le sue prime esperienze teatrali nella scuola di teatro Iduns Julekomedie, annessa alla scuola cattedrale di Stavanger, dove ha interpretato, fra gli altri, il ruolo di Lotte nel vaudeville Cousine Lotte, nel 1902. Dopo il ginnasio si è trasferita a Londra, mantenendosi come redattrice di corrispondenze di viaggio per il giornale Stavanger Aftenblad. Dopo l'esperienza londinese ha vissuto qualche anno nella Russia zarista dapprima come governante in una famiglia aristocratica, in seguito come insegnante di lingua.
Henny Skjønberg ha debuttato nel teatro Stavanger Faste Scene (più avanti noto come Rogaland Teater) nel ruolo di zia Malla in Geografi og kjærlighed di Bjørnstjerne Bjørnson. Dello stesso allestimento faceva parte il suo futuro marito Eugen Skjønberg. Ha lavorato in seguito al Det Norske Teatret dal 1918 al 1957, eccettuati gli anni 1919-1920, in cui è stata attiva al Trøndelag teater.

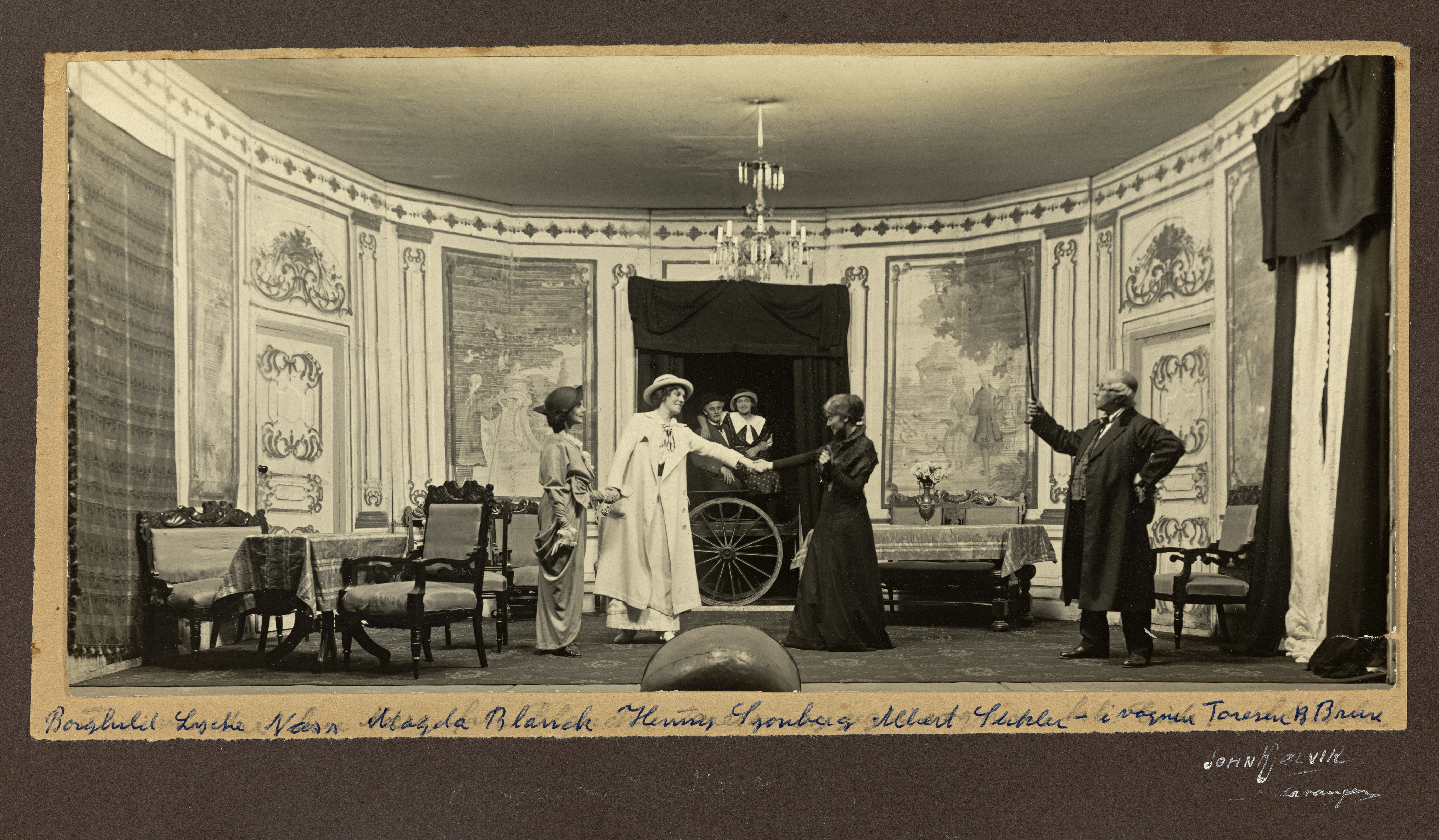
Geografi og kjærlighed, 1914: Skjønberg è la seconda da destra

È la madre di Per Skjønberg e degli attori Pål Skjønberg e Espen Skjønberg. La nipote Hennika Skjønberg (Henny Kristin) è stata battezzata col suo nome.
Ha preso parte a diversi film, alcuni dei quali sono diventati classici della cinematografia norvegese. In particolare è nota per il ruolo di Bianca Bals, detta "zia Pose", l'anziana zitella dell'omonimo film.
È stata borsista Hulda Garborg nel 1934, ed è stata insignita della medaglia d'onore del Norsk Dramatikerforbund nel 1953.

## Filmografia
- Fante-Anne, regia di Rasmus Breistein (1920)
- Jomfru Trofast, regia di Vilhelm Krag (1921)
- Felix, regia di Rasmus Breistein (1921)
- La fidanzata di Glomdal (Glomdalsbruden), regia di Carl Theodor Dreyer (1926)
- Brudeferden i Hardanger, regia di Rasmus Breistein (1926)
- Den glade enke i Trangvik, regia di Harry Ivarson (1927)
- Samhold må til, regia di Olav Dalgard (1935)
- Norge for folket, regia di Helge Lunde (1936)
- Fant, regia di Tancred Ibsen (1937)
- Familien på Borgan, regia di Helge Lunde (1939)
- Gjest Baardsen, regia di Tancred Ibsen (1939)
- Tante Pose, regia di Leif Sinding (1940)
- Godvakker-Maren, regia di Knut Hergel (1940)
- Tørres Snørtevold, regia di Tancred Ibsen (1940)
- Gullfjellet, regia di Rasmus Breistein e Titus Vibe-Müller (1941)
- Trysil-Knut, regia di Rasmus Breistein (1942)
- Sangen til livet, regia di Leif Sinding (1943)
- Dit vindarna bär, regia di Åke Ohberg (1948)
- Vi gifter oss, regia di Nils R. Müller (1951)
- Ukjent mann, regia di Astrid Henning-Jensen (1951)
- Selkvinnen, regia di Lauritz Falk e Per Jonson (1953)
- Arthurs forbrytelse, regia di Sverre Bergli (1955)
- Hjemme hos oss. Husmorfilmen 1957, regia di Knut Andersen, Knut Bohwim e Jan Erik Düring  (1957)
- Et øye på hver finger, regia di Nils-Reinhardt Christensen (1961)
- Tonny, regia di Nils R. Müller (1962)
- Prosessen, film televisivo, regia di Pål Løkkeberg (1963)
- Husmorfilmen høsten 1964, regia di Jan Erik Düring (1964)
- Frankrikes dronninger, film televisivo, regia di Odd Bang-Hansen (1964)
- Klokker i måneskinn, regia di Kåre Bergstrøm (1964)
- Liv, regia di Pål Løkkeberg (1967)